# Павлюк, Владимир Романович
Влади́мир Рома́нович Павлюк (род. 4 мая 1958) — советский футболист, защитник. Мастер спорта СССР.
Бо́льшую часть карьеры провёл в команде второй советской лиги «Целинник» Целиноград. В 1977—1987, 1990—1991 годах провёл более 300 матчей, забил шесть голов. В 1988—1989 годах сыграл 65 матчей за карагандинский «Шахтёр». В январе — апреле 2014 — спортивный директор «Астаны-1964».